# Burnie International 2017 - Doppio maschile
Il doppio maschile del torneo di tennis professionistico Burnie International 2017, facente parte della categoria Challenger 80 nell'ambito dell'ATP Challenger Tour 2017, si è giocato dal 28 gennaio al 4 febbraio a Burnie, in Australia.
Carsten Ball e Matt Reid erano i detentori del titolo, ma hanno deciso di non partecipare al torneo.
in finale Brydan Klein e Dane Propoggia e hanno battuto in finale Steven de Waard e Luke Saville con il punteggio di 6–3, 6–4.

## Teste di serie
1. Steven de Waard /  Luke Saville (finale)
2. Jarryd Chaplin /  Ben McLachlan (semifinale)

1. Toshihide Matsui /  Yang Tsung-hua (primo turno)
2. Luca Margaroli /  Mohamed Safwat (quarti di finale)

## Wild card
1. Jake Delaney /  Max Purcell (primo turno)
2. Matthew Barton /  Matthew Ebden (primo turno)

1. Greg Jones /  Christopher O'Connell (quarti di finale)

## Ranking protetto
1. John Paul Fruttero /  Evan King (primo turno)

1. Brydan Klein /  Dane Propoggia (campioni)

## Alternate
1. Dayne Kelly /  Scott Puodziunas (primo turno)

## Tabellone

### Legenda
| - Q = Qualificato - WC = Wild card - LL = Lucky loser | - ALT = Alternate - SE = Special Exempt - PR = Protected Ranking | - w/o = Walkover - r = Ritirato - d = Squalificato |

|  | Primo turno       | Primo turno           | Primo turno           | Primo turno | Primo turno |  |  | Quarti di finale | Quarti di finale      | Quarti di finale      | Quarti di finale      | Quarti di finale      |   |     | Semifinali | Semifinali           | Semifinali           | Semifinali          | Semifinali          |   |   | Finale | Finale | Finale | Finale | Finale |  |
|  |                   |                       |                       |             |             |  |  |                  |                       |                       |                       |                       |   |     |            |                      |                      |                     |                     |   |   |        |        |        |        |        |  |
|  | 1                 | S de Waard L Saville  | S de Waard L Saville  | 6           | 6           |  |  |                  |                       |                       |                       |                       |   |     |            |                      |                      |                     |                     |   |   |        |        |        |        |        |  |
|  | WC                | J Delaney M Purcell   | J Delaney M Purcell   | 4           | 3           |  |  | 1                | S de Waard L Saville  | S de Waard L Saville  | 7                     | 7                     |   |     |            |                      |                      |                     |                     |   |   |        |        |        |        |        |  |
|  |                   | Y Kibi T Niki         | 6                     | 64          | [3]         |  |  |                  | A Bolt A Whittington  | A Bolt A Whittington  | 5                     | 65                    |   |     |            |                      |                      |                     |                     |   |   |        |        |        |        |        |  |
|  |                   | A Bolt A Whittington  | 3                     | 7           | [10]        |  |  |                  |                       |                       |                       |                       |   |     | 1          | S de Waard L Saville | 6                    | 65                  | [10]                |   |   |        |        |        |        |        |  |
|  | 4                 | L Margaroli M Safwat  | 3                     | 6           | [10]        |  |  |                  |                       |                       | R Bellotti B Rola     | 4                     | 7 | [7] |            |                      |                      |                     |                     |   |   |        |        |        |        |        |  |
|  | PR                | JP Fruttero E King    | 6                     | 4           | [3]         |  |  | 4                | L Margaroli M Safwat  | L Margaroli M Safwat  | 64                    | 3                     |   |     |            |                      |                      |                     |                     |   |   |        |        |        |        |        |  |
|  | M Krueger N Rubin | M Krueger N Rubin     | 64                    | 6           | [7]         |  |  |                  | R Bellotti B Rola     | R Bellotti B Rola     | 7                     | 6                     |   |     |            |                      |                      |                     |                     |   |   |        |        |        |        |        |  |
|  | R Bellotti B Rola | R Bellotti B Rola     | 7                     | 3           | [10]        |  |  |                  |                       |                       |                       |                       |   |     | 1          | S de Waard L Saville | S de Waard L Saville | 3                   | 4                   |   |   |        |        |        |        |        |  |
|  |                   | B Mousley A Santillan | 6                     | 5           | [10]        |  |  |                  |                       |                       |                       |                       |   |     |            |                      | PR                   | B Klein D Propoggia | B Klein D Propoggia | 6 | 6 |        |        |        |        |        |  |
|  | WC                | M Barton M Ebden      | 4                     | 7           | [4]         |  |  |                  | B Mousley A Santillan | B Mousley A Santillan | 64                    | 4                     |   |     |            |                      |                      |                     |                     |   |   |        |        |        |        |        |  |
|  | PR                | B Klein D Propoggia   | B Klein D Propoggia   | 6           | 6           |  |  | PR               | B Klein D Propoggia   | B Klein D Propoggia   | 7                     | 6                     |   |     |            |                      |                      |                     |                     |   |   |        |        |        |        |        |  |
|  | 3                 | T Matsui T-h Yang     | T Matsui T-h Yang     | 4           | 2           |  |  |                  |                       |                       |                       |                       |   |     | PR         | B Klein D Propoggia  | B Klein D Propoggia  | 6                   | 6                   |   |   |        |        |        |        |        |  |
|  | WC                | G Jones C O'Connell   | G Jones C O'Connell   | 78          | 6           |  |  |                  |                       | 2                     | J Chaplin B McLachlan | J Chaplin B McLachlan | 4 | 4   |            |                      |                      |                     |                     |   |   |        |        |        |        |        |  |
|  |                   | M Banes B Mott        | M Banes B Mott        | 6           | 3           |  |  | WC               | G Jones C O'Connell   | G Jones C O'Connell   | 4                     | 3                     |   |     |            |                      |                      |                     |                     |   |   |        |        |        |        |        |  |
|  | Alt               | D Kelly S Puodziunas  | D Kelly S Puodziunas  | 5           | 3           |  |  | 2                | J Chaplin B McLachlan | J Chaplin B McLachlan | 6                     | 6                     |   |     |            |                      |                      |                     |                     |   |   |        |        |        |        |        |  |
|  | 2                 | J Chaplin B McLachlan | J Chaplin B McLachlan | 7           | 6           |  |  |                  |                       |                       |                       |                       |   |     |            |                      |                      |                     |                     |   |   |        |        |        |        |        |  |